# Joseph de Brauer
Pour les articles homonymes, voir Brauer.
Joseph de Brauer, né le 25 avril 1815 à Limbach et mort le 3 juillet 1887,  fut général de division dans l'armée française et grand officier de la Légion d’honneur.

## Biographie
Né le 25 avril 1815 à Limbach (Sarre), il sort de l'École de Saint-Cyr comme sous-lieutenant d'infanterie en 1834.
En 1858, au moment de la guerre d’Italie, il était le colonel du 19e de ligne.
Promu général de brigade le 10 août 1868, il commande la subdivision de la Meurthe à Nancy lors de la déclaration de guerre de 1870.
Il prend part aux batailles de Borny, de Rezonville et de Gravelotte. En 1871, après son retour de captivité, il commande, pendant la campagne à l'intérieur, une brigade sous les murs de Paris. Il y est blessé par balle le 25 mai.
Nommé général de division le 26 décembre 1872 et commande la 6e division d'infanterie.
Placé dans le cadre de la réserve en 1880, il se retira à Urcel, canton d’Anizy-le-Château, où il décéda dans la propriété de son gendre Anatole de Sars, le 3 juillet 1887.
Il est le frère cadet du général de brigade Léopold de Brauer né en 1809 et décédé en 1890.

## Distinctions
- Grand officier de la Légion d'honneur par décret du 13 janvier 1879[2];
- Médaille commémorative de la campagne d'Italie (1859)[2];
- Commandeur de l'ordre de Saint-Grégoire-le-Grand[2];
- Médaille commémorative de la bataille de Mentana[2].